# Tenyidor
Un tenyidor és un edifici pròxim a la platja o a un port de peix on es tenyeixen les xarxes de pesca.

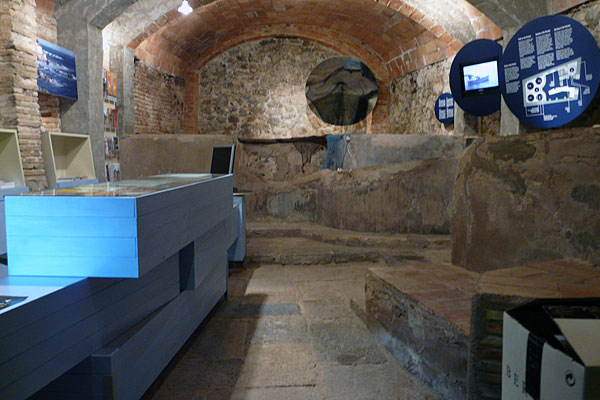
Vista interior del tenyidor Sa Perola

Antany calia regularment aplicar tint a les xarxes, fetes de fibra vegetal (cotó o cànem) per allargar la vida i per a camuflar-les dins de l'aigua. Habitualment, els tenyidors eren d'ús comunal o gremial. L'operació demanava molta aigua i unes peroles escalfades per un fornet. L'adveniment de xarxes en fibres sintètiques com el niló van fer els tenyidors obsolets. Molts tenyidors van desaparèixer, o ser reformats per a altres funcions. L'antic tenyidor de Calella de Palafrugell, «Sa Perola» va ser transformat en ofici de turisme i centre d'interpretació d'aquest ofici antic. El tenyidor de la Platja de la Parola (Roses), construït vers 1835, va ser enderrocat el 2010.